# センチメンタル・アドベンチャー
『センチメンタル・アドベンチャー』（原題：Honkytonk Man）は、1982年のアメリカ映画。世界恐慌を背景に、中年歌手の姿を描いたロードムービー。クリント・イーストウッドの実の息子カイル・イーストウッドが甥の役で出演している。

## ストーリー
中年の歌手レッド・ストーバルはナッシュビルの一大イベントグランド・オール・オプリのオーディションの誘いを受け車でナッシュビルに向かうが、途中で旅費がなくなり、妹エミーの嫁ぎ先の農家に転がり込む。エミーの夫ヴァージルは、砂嵐で作物が全滅してしまい、心機一転のためにカリフォルニア州に移住しようとしていたが、息子ホイットは伯父レッドに憧れて歌手を志し、彼と行動を共にするようになる。二人は旅費を稼ぐために夜の酒場に出かけ、帰りがけに農家の鶏を盗み出す。翌日、警察に通報されたレッドは逮捕されるが、ホイットの助けを借りて脱獄する。旅費を集めたレッドとホイットは、故郷テネシー州へ帰郷するために同行するホイットの祖父を連れてナッシュビルに向かう。
レッドは不足している旅費を手に入れるため、金を貸していたアーンスプリガーを探すため寄り道する。その途中、ホイットは作曲に悩むレッドにアドバイスをして彼から音楽の才能を認められるようになる。アーンスプリガーを探し出したレッドは借金の返済を求めるが、相手は「金の代わりに女を渡す」として従業員のマーリーンを差し出そうとし、レッドは拒否する。アーンスプリガーは保険金詐欺を提案し、連絡済みの近所の店に強盗に押し入るように持ちかける。レッドは渋々提案を受け入れ店に押し入るが、店員たちは拳銃を取り出して過剰反応し、驚いたレッドは強盗を中止してしまう。激怒したレッドはショットガンを手にアーンスプリガーの元に殴り込み、彼とポーカー仲間のかけ金を巻き上げて出て行く。宿屋にいる祖父を迎えにレッドが車を離れた隙に、ホイットは車に隠れていたマーリーンに話しかけられ、ナッシュビルまで連れて行って欲しいと頼まれる。ホイットは渋るが、彼女は向こうに着けば追い返せないからと、ホイットに手伝わせてトランクの中に隠れる。
旅費を手に入れてレッドたちはナッシュビルに向けて出発するが、ホイットに運転させていたため、途中で警官に呼び止められてしまう。その際にマーリーンが警官に見つかり、レッドは誘拐犯と間違えられそうになるが、ホイットが咄嗟に「家族です」と嘘をつき、レッドが駄目押しのワイロを渡して事なきを得る。レッドは車が故障したため途中の町で数日間滞在し、修理に出している間にマーリーンを追い返そうとする。その間、ホイットの祖父は彼らと別れてバスでテネシー州に向かい、レッドもホイットに車を任せてバスでナッシュビルに向かおうとする。翌朝、レッドのベッドにはマーリーンが寝ており、彼女が「一夜を共にして妊娠した」と騒ぎ出す。慌てたレッドはそのままバスに乗り込み、マーリーンを追い返すようにホイットに伝えて別れる。ホイットはマーリーンを追い返した後に車に乗り込み、合流地点のメンフィスでレッドと再会する。
ナッシュビルに到着したレッドはオーディションに臨むが、結核が原因で途中で咳き込み、主催者側から「歌の最中に咳が出たら困る」と出演を断られてしまう。宿泊先に戻ったホイットは医者を呼ぶが、医者からは「すぐに療養する必要がある」と告げられ、「絶対に歌わせないように」と注意される。そんな折、レッドの元をレコード会社のプロデューサーが訪れ、「レコード契約を結びたい」と申し込む。レッドは申し出を受け入れてすぐにレコーディングを始めるが、彼の体調は徐々に悪化していく。ホイットはプロデューサーに詰め寄るが、「これが彼が名を残す最後のチャンスであり、彼もそれをわかってる」と返答される。レッドは何とかレコーディングを録り終えるが、そのまま宿泊先のベッドで寝たきりとなってしまう。そこにマーリーンが現れ、「妊娠の話は嘘だった」と謝り、ホイットと共にレッドの看病をおこなう。しかし、レッドは医者からも手遅れと診断され、そのまま息を引き取る。レッドの埋葬を終えたホイットとマーリーンはナッシュビルを後にし、二人がすれ違った車のラジオからはレッドの曲が流れていた。

## キャスト
※括弧内はテレビ放送版日本語吹き替え
- レッド・ストーバル - クリント・イーストウッド（声：津嘉山正種）
- ホイット - カイル・イーストウッド（声：菊池英博）
- ホイットの祖父 - ジョン・マッキンタイア（声：辻村真人）
- エミー - ヴァーナ・ブルーム（英語版）（声：火野カチ子）
- ヴァージル - マット・クラーク（英語版）（声：納谷六朗）
- マーリーン - アレクサ・ケニン（英語版）（声：岡本麻弥）
- アーンスプリガー - バリー・コービン（声：加藤正之）
- スモーキー - マーティ・ロビンス（英語版）

## 製作
撮影は5週間かけて行われた。冒頭の農家のシーンはカリフォルニア州バート・ランディングで撮影され、それ以外の大半のシーンはカラベラス郡で撮影された。レッドが収監される刑務所のシーンはネバダ州デイトンで撮影されている。

## 評価
レビュー・アグリゲーターのRotten Tomatoesでは14件のレビューで支持率は93%、平均点は7.00/10となった。Metacriticでは12件のレビューを基に加重平均値が50/100となった。
ニューヨーク・ポストは「物語のペースは非常に遅いが、とても感動する……作品は完璧ではないが、最終的に真実の物語となる」と評価している。